# Jordan Grand Prix
Jordan Grand Prix fue un constructor irlandés de Fórmula 1 que hizo su debut en 1991 y compitió hasta 2005. La escudería debe su nombre a su dueño, Eddie Jordan. En sus primeros años compitió en Fórmula 3 y Fórmula 3000 Internacional bajo el nombre de Eddie Jordan Racing, logrando el título de F3000 en 1989.

## Historia

### Primeros años
Jordan tuvo una breve etapa como piloto en los años 1970, en 1980 fundó el equipo Eddie Jordan Racing, que compitió en Fórmula 3 y en Fórmula 3000 Internacional. Su escudería obtuvo el Campeonato de Pilotos de F3000 en 1989, con Jean Alesi al volante.

### Fórmula 1

#### Inicios

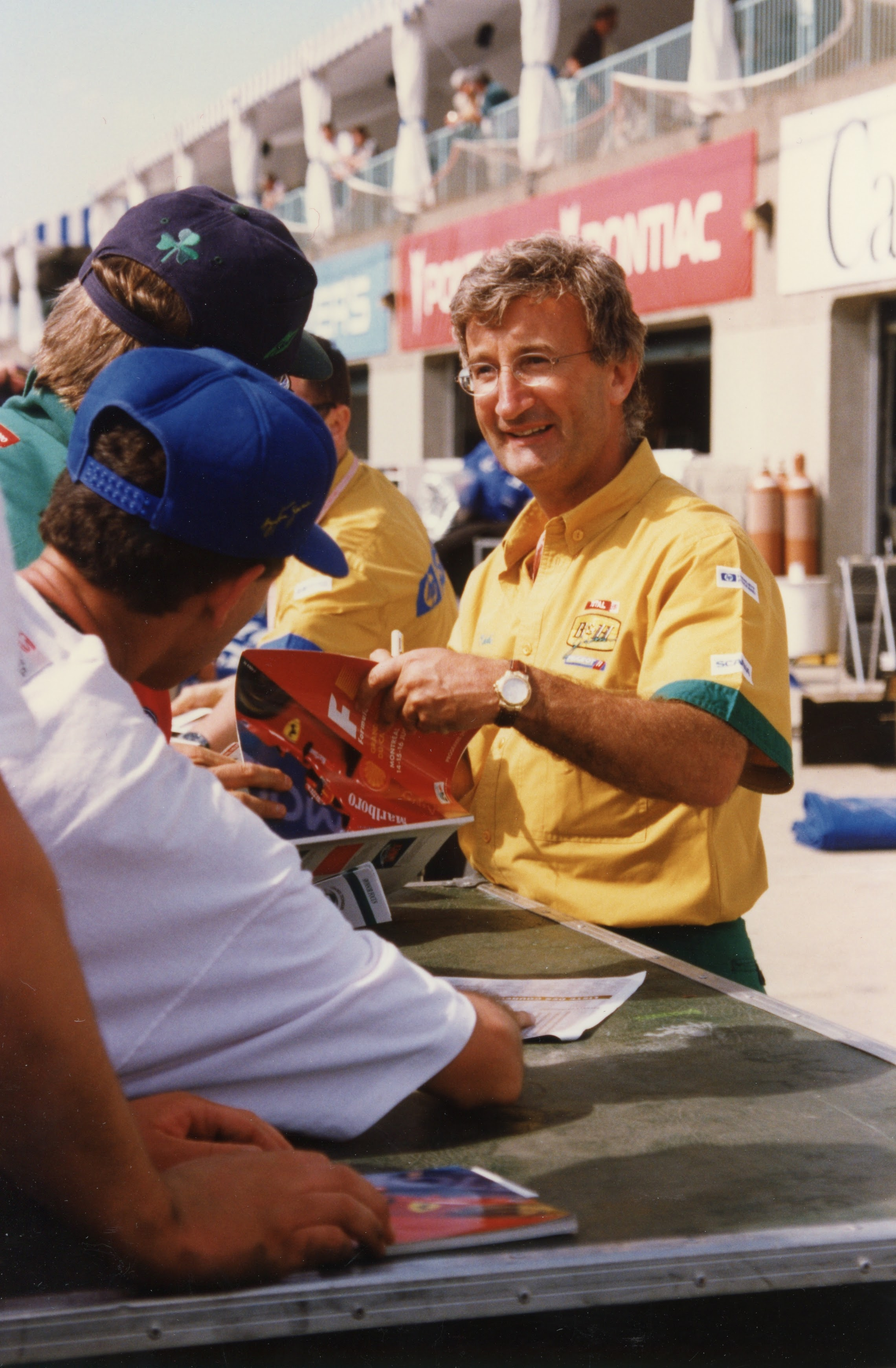
Eddie Jordan, en 1996.

El éxito del equipo en las categorías inferiores inspiró la creación de un programa de Fórmula 1 en la temporada 1991. Jordan contrató al veterano italiano Andrea de Cesaris y al belga Bertrand Gachot para que ocuparan los asientos titulares de sus autos, que en ese entonces eran impulsados por motores Ford. La escudería tuvo un debut auspicioso en su primer año, finalizando quinta en el campeonato de constructores, con De Cesaris ocupando la novena posición en el de pilotos. Gachot, por su parte, no finalizó la temporada con el equipo pues fue condenado a prisión por agredir a un taxista. El belga fue reemplazado inicialmente por Michael Schumacher, quien debutó en la máxima categoría, pero después de una carrera fue contratado por Benetton.
Sin embargo, el éxito le costó caro a Eddie Jordan que debió utilizar los menos costosos motores Yamaha para el Jordan 192 coche con el que corrieron en 1992. Con los veteranos Maurício Gugelmin y Stefano Modena al volante, el equipo penó por lograr un punto, algo que solo ocurrió en la última carrera del campeonato.
1993 deparó nuevos cambios, uno de los cuales fue la contratación de un nuevo proveedor de impulsores, Hart. Por otra parte, el equipo encaró la temporada con dos nuevos pilotos, Ivan Capelli y el debutante brasileño Rubens Barrichello. Capelli dejó Jordan tras dos carreras, tras lo cual Rubens tuvo a otros 5 pilotos como compañeros de equipo en la temporada. El equipo mejoró levemente, obteniendo un total de 3 puntos en el año, y se mostraron algunas señales de estabilidad al anunciarse al final de la temporada la contratación de Eddie Irvine, un expiloto de Jordan en la F3000.

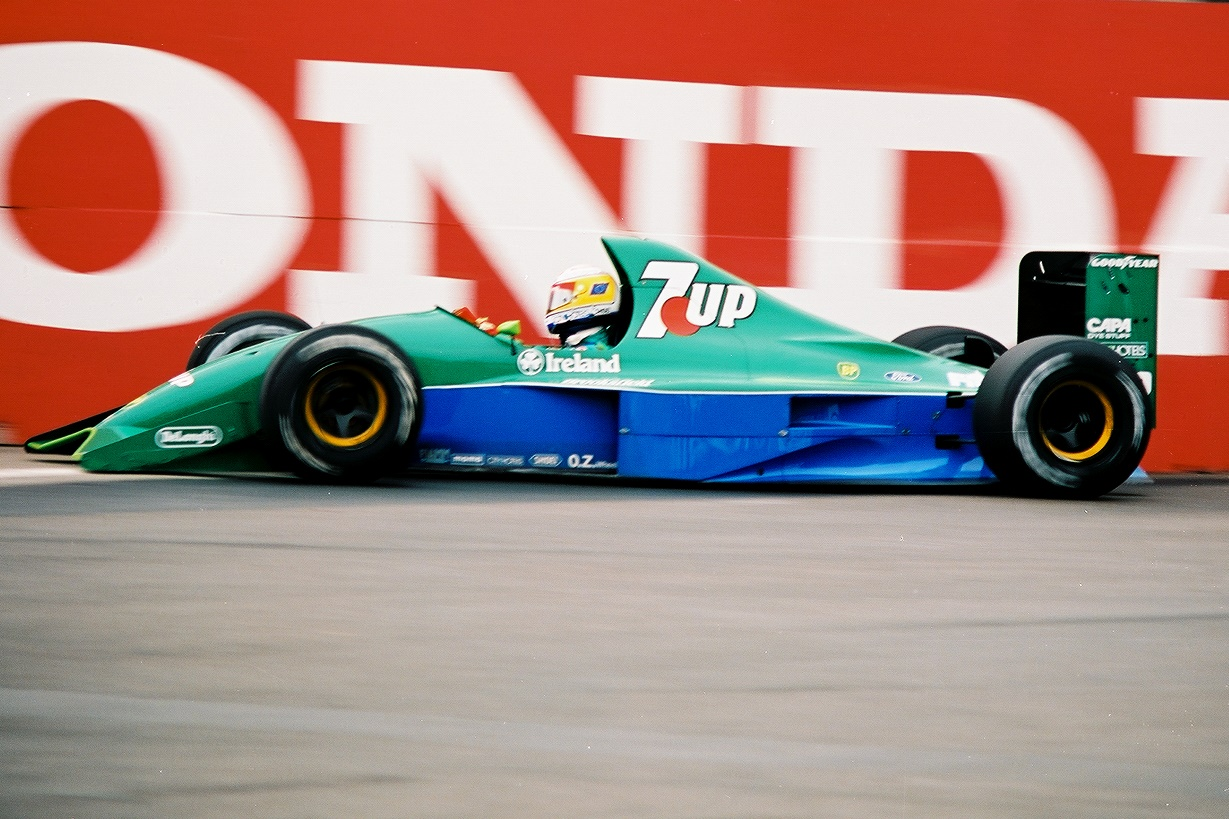
Jordan 191 de Bertrand Gachot.

Barrichello e Irvine estuvieron presentes al inicio de la temporada 1994, al igual que los motores Hart, aunque el irlandés no tuvo el mejor de los comienzos, ya que fue suspendido por 3 carreras por maniobras peligrosas. El brasileño logró el primer podio de la escudería en el Gran Premio del Pacífico, pero casi se mata en la siguiente carrera, en San Marino, tras un impresionante accidente en las prácticas. No obstante, el equipo se sobrepuso a estas dificultades y finalizó en el 5.º lugar del campeonato de constructores. Barrichello, en una notable actuación, logró además la primera pole position para el equipo y finalizó 6.º en el campeonato de pilotos.
Jordan comenzó a utilizar los motores Peugeot A10 3.0 V10 en 1995 para su el modelo Jordan 195. En el Gran Premio de Canadá de ese año, tanto Irvine como Barrichello finalizaron en el podio, al ocupar el segundo y el tercer lugar respectivamente. Esa carrera representó lo mejor del equipo en una temporada opaca pero sin embargo sólida, en la cual ocupó el 6.º lugar del campeonato de constructores.
Irvine dejó la escudería en 1996, para formar parte de Ferrari junto a Michael Schumacher, por lo que el experimentado Martin Brundle ocupó su lugar. Jordan no obtuvo podios en la temporada, pero una seguidilla de cuartos lugares le permitieron obtener nuevamente el 5.º lugar de la copa de constructores.

#### Ascenso de finales de los años 1990

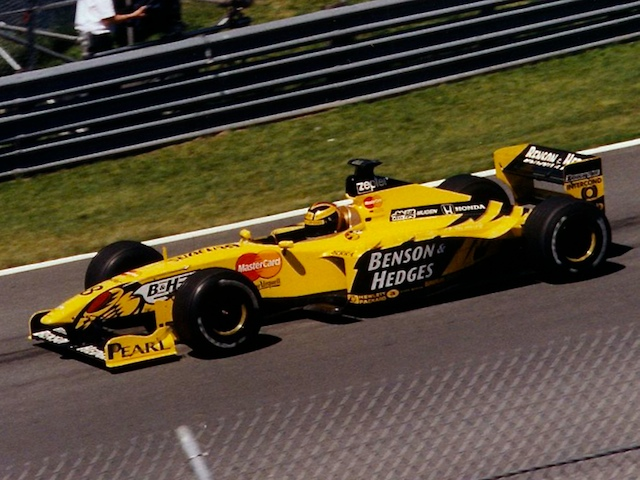
Heinz-Harald Frentzen sobre el Jordan 199.

1997 marcó el año de la partida de los pilotos que habían sido titulares hasta el año anterior. Barrichello partió hacia la recién constituida Stewart Grand Prix; Brundle, por su parte, se transformó en un comentarista de televisión de la categoría. Eddie Jordan los reemplazó con el italiano Giancarlo Fisichella y el alemán Ralf Schumacher. Tres podios y un quinto lugar en el campeonato de constructores, consolidaron al equipo en la máxima categoría.
En 1998, el equipo realizó su contratación más rutilante al hacerse con los servicios del excampeón mundial Damon Hill, un conocido de Jordan de la Fórmula 3000. También se realizó la sustitución de los motores Peugeot con los Mugen-Honda. Hasta mediados de la temporada, la escudería no había anotado un solo punto. Sin embargo, las cosas iban a mejorar hacia fines de año: en el Gran Premio de Bélgica de ese año, el equipo obtuvo su primera victoria, y la que sería la última de las 20 de Damon Hill en la máxima categoría. Para completar, Ralf finalizó la carrera en el segundo lugar, siendo ese el primer caso en que un equipo logra su primera victoria y a la vez un 1-2. El equipo finalizó en el 4.º lugar de la copa de constructores.
Otro pupilo de la época de Jordan en categorías inferiores fue el encargado de reemplazar a Ralf Schumacher en 1999: Heinz-Harald Frentzen. En a temporada, este último superó ampliamente a Hill Dos victorias le permitieron al alemán ocupar el tercer lugar del campeonato de pilotos, mientras que la escudería obtuvo la misma posición en el de constructores con el Jordan 199, el coche más exitoso en la historia de la escudería.

#### Resultados de crisis
Damon Hill se retiró al finalizar la temporada, siendo reemplazado por Jarno Trulli en el año 2000. Trulli mejoró lo hecho por Hill en la temporada anterior, pero en cambio Frentzen no pudo repetir sus resultados y el equipo finalizó en el 6.º lugar al terminar el año.

Trulli y Frentzen estuvieron presentes para la temporada 2001, pero esta vez con motores diferentes, ya que el equipo empezó a usar los impulsores Honda regulares. Fue un año amargo para Frentzen, que debió ceder su lugar a un Jean Alesi que estaba dando los últimos pasos de su carrera. Trulli, en tanto, logró puntuar en varias carreras, permitiendo al equipo finalizar en el quinto lugar de la copa de constructores, como tantas otras veces en su historia.

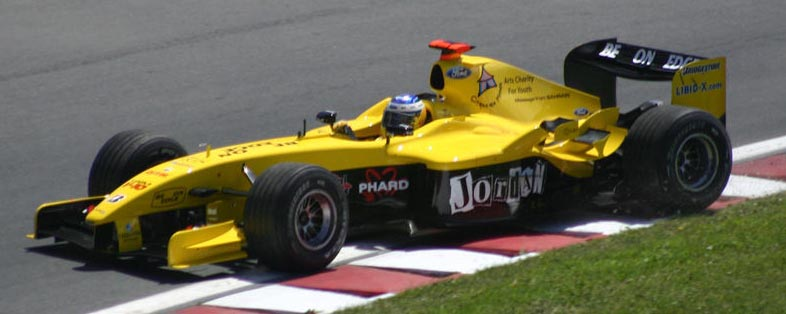
Nick Heidfeld pilotando el Jordan EJ14.

Jordan se reorganizó en 2002, con la vuelta de Fisichella y la contratación del japonés Takuma Satō, influenciada en gran parte por el apoyo de Honda a la escudería. Ninguno de los dos pilotos estuvo a la altura de las expectativas, y el equipo finalizó en el 6.º lugar del campeonato de constructores.
Honda dejó el equipo en 2003 para concentrarse en su alianza con BAR, por lo que Jordan debió recurrir a los impulsores Ford Cosworth. Ralph Firman fue el nuevo compañero de Fisichella. El desempeño del equipo en la temporada fue uno de los más pobres de los que se recuerda en la historia reciente de la Fórmula 1. Solo Minardi tuvo un peor año que Jordan, aunque Eddie Jordan pudo festejar la cuarta victoria de la historia de su equipo. El triunfo se produjo bajo circunstancias excepcionales, en un GP de Brasil que debió acortarse por la lluvia. Fisichella, que había cruzado la línea de llegada en un meritorio segundo lugar, fue declarado ganador algunas semanas después por una protesta presentada ante la FIA. Fuera de este evento, ninguno de los pilotos logró tener éxito en la temporada.
El 2004 encontró a un equipo Jordan con sus finanzas alicaídas, una infraestructura anticuada y un escaso personal técnico con la marcha de dos personas claves, el ingeniero Gary Anderson y el Diseñador Jefe Henri Durand. El futuro estaba lleno de incógnitas, aunque apareció el apoyo financiero del reino de Baréin, que incluyeron mensajes solidarios en los capo-motor del EJ14 de cada Gran Premio. En cuanto a los pilotos, la escudería fichó a dos jóvenes promesas para la temporada: el alemán Nick Heidfeld, que venía desde Sauber, y el debutante italiano Giorgio Pantano que contaba con patrocinadores necesarios para Jordan. No obstante, Pantano sería reemplazado a mediados de la temporada por Timo Glock, debido a cuestiones comerciales y a su bajo rendimiento. El equipo no mostró mejorías en todo el año, confirmándose su status de equipo del fondo de la parrilla.
Luego de la decisión de Ford de poner a Cosworth a la venta, Eddie Jordan se encontró sin un proveedor de motores para el 2005. Toyota apareció como una posible solución, ofreciendo abastecer motores idénticos a los de sus Toyota Racing. Los pilotos fueron Narain Karthikeyan y Tiago Monteiro. Nuevamente, Jordan no fue competitivo y solo pudo superar a Minardi, aunque lograron un podio gracias a la no participación de los coches con neumáticos Michelin en el Gran Premio de los Estados Unidos de 2005.

#### Venta a Midland
Tras quince años en Fórmula 1, la escudería fue vendida al grupo ruso Midland en enero de 2005, aunque mantuvo el nombre de Jordan en la primera temporada. En 2006, el equipo pasó finalmente al nombre Midland F1 Racing, y reemplazó el diseño amarillo por uno nuevo en rojo y gris, mientras se oían rumores de venta, que finalmente se consumaron a fin de temporada con la marca de coches neerlandesa Spyker como nueva propietaria y siendo renombrada como Spyker F1. A finales de la temporada de 2007, el grupo neerlandés vendió la escudería al consorcio Orange India, liderado por Vijay Mallya, quien rebautizó de nuevo el equipo como Force India. El equipo mantuvo las instalaciones (fábrica y túnel de viento) y parte del personal de la etapa Jordan Grand Prix.

## Monoplazas
La siguiente galería muestra los diferentes modelos utilizados por Jordan en la Fórmula 1.
|                   |
| Jordan 191 (1991) |

|                   |
| Jordan 192 (1992) |

|                   |
| Jordan 193 (1993) |

|                   |
| Jordan 194 (1994) |

|                   |
| Jordan 195 (1995) |

|                   |
| Jordan 196 (1996) |

|                   |
| Jordan 197 (1997) |

|                   |
| Jordan 198 (1998) |

|                   |
| Jordan 199 (1999) |

|                    |
| Jordan EJ10 (2000) |

|                    |
| Jordan EJ11 (2001) |

|                    |
| Jordan EJ12 (2002) |

|                    |
| Jordan EJ13 (2003) |

|                    |
| Jordan EJ14 (2004) |

|                    |
| Jordan EJ15 (2005) |

## Resultados

### Fórmula 3000 Internacional
(Clave) (negrita indica pole position) (cursiva indica vuelta rápida)

| Año     | Chasis      | Motor       | Neu. | Pilotos               | 1   | 2   | 3   | 4   | 5   | 6   | 7   | 8   | 9   | 10  | 11  |
| ------- | ----------- | ----------- | ---- | --------------------- | --- | --- | --- | --- | --- | --- | --- | --- | --- | --- | --- |
| 1985    | March 85B   | Cosworth    | A    |                       | SIL | THR | EST | VAL | PAU | SPA | DIJ | PER | ZEL | ZAN | DON |
| 1985    | March 85B   | Cosworth    | A    | Thierry Tassin        |     |     | Ret |     |     | Ret | Ret |     | 6   | 8   | Ret |
| 1986    | March 86B   | Cosworth    | A    |                       | SIL | VAL | PAU | SPA | IMO | MUG | PER | ZEL | BIR | BUG | JAR |
| 1986    | March 86B   | Cosworth    | A    | Russell Spence        | 18† | DNQ | Ret | 15  | Ret | DNQ | Ret |     |     |     |     |
| 1986    | March 86B   | Cosworth    | A    | Kenny Acheson         |     |     |     |     |     |     |     | Ret |     |     |     |
| 1986    | March 86B   | Cosworth    | A    | Tommy Byrne           |     |     |     |     |     |     |     |     | 15  |     |     |
| 1986    | March 86B   | Cosworth    | A    | Jan Lammers           |     |     |     |     |     |     |     |     |     | 11  |     |
| 1986    | March 86B   | Cosworth    | A    | Bernard Santal        |     |     |     |     |     |     |     |     |     |     | DNQ |
| 1986    | March 86B   | Cosworth    | A    | Thierry Tassin        | 22† |     |     |     |     |     |     |     |     |     |     |
| 1986    | March 86B   | Cosworth    | A    | Pierre Chauvet        |     | Ret | DNQ | Ret | Ret | 18  |     | DNQ |     | 14  | Ret |
| 1986    | March 86B   | Cosworth    | A    | Alessandro Santin     |     |     |     |     |     |     | 8   |     |     |     |     |
| 1986    | March 86B   | Cosworth    | A    | Ross Cheever          |     |     |     |     |     |     |     |     | DNQ |     |     |
| 1987    | March 87B   | Cosworth    | A    |                       | SIL | VAL | SPA | PAU | DON | PER | BRH | BIR | IMO | BUG | JAR |
| 1987    | March 87B   | Cosworth    | A    | Tomas Kaiser          | 13  | 9   | DNQ | Ret | Ret | DNQ |     |     |     |     |     |
| 1988    | Reynard 88D | Cosworth    | A    |                       | JER | VAL | PAU | SIL | MON | PER | BRH | BIR | BUG | ZOL | DIJ |
| 1988    | Reynard 88D | Cosworth    | A    | Johnny Herbert        | 1   | Ret |     | 7   | 3   | Ret | Ret |     |     |     |     |
| 1988    | Reynard 88D | Cosworth    | A    | Paolo Barilla         |     |     |     |     |     |     |     |     | Ret | Ret | 7   |
| 1988    | Reynard 88D | Cosworth    | A    | Thomas Danielsson     | Ret | Ret | DNS | 8   | Ret |     |     |     |     |     |     |
| 1988    | Reynard 88D | Cosworth    | A    | Alessandro Santin     |     |     |     |     |     | 11  |     |     |     |     |     |
| 1988    | Reynard 88D | Cosworth    | A    | Martin Donnelly       |     |     |     |     |     |     | 1   | 2   | 2   | Ret | 1   |
| 1989    | Reynard 89D | Mugen Honda | A    |                       | SIL | VAL | PAU | JER | PER | BRH | BIR | SPA | BUG | DIJ |     |
| 1989    | Reynard 89D | Mugen Honda | A    | Martin Donnelly       | Ret | DSQ | Ret | Ret | Ret | 1   | 3   | Ret | 7   | 17  |     |
| 1989    | Reynard 89D | Mugen Honda | A    | Jean Alesi            | 4   | Ret | 1   | 5   | Ret | 2   | 1   | 1   | 6   |     |     |
| 1989    | Reynard 89D | Mugen Honda | A    | Rickard Rydell        |     |     |     |     |     |     |     |     |     | Ret |     |
| 1990    | Reynard 90D | Mugen Honda | A    |                       | DON | SIL | PAU | JER | MNZ | PER | HOC | BRH | BIR | BUG | NOG |
| 1990    | Reynard 90D | Mugen Honda | A    | Emanuele Naspetti     | Ret | 10  | Ret |     | Ret | Ret | Ret | Ret | 6   | DNQ |     |
| 1990    | Reynard 90D | Mugen Honda | A    | Vincenzo Sospiri      |     |     |     | 8   |     |     |     |     |     |     | DNQ |
| 1990    | Reynard 90D | Mugen Honda | A    | Eddie Irvine          | Ret | 6   | Ret | DNS | 2   | 4   | 1   | 3   | Ret | 3   | Ret |
| 1990    | Reynard 90D | Mugen Honda | A    | Heinz-Harald Frentzen | Ret | Ret | Ret | 17  | Ret | 5   | 6   | 7   | Ret | Ret | DNQ |
| 1991    | Lola T91/50 | Cosworth    | A    |                       | VAL | PAU | JER | MUG | PER | HOC | BRH | SPA | BUG | NOG |     |
| 1991    | Lola T91/50 | Cosworth    | A    | Damon Hill            | 4   | Ret | 8   | Ret | 11  | Ret | 6   | Ret | 4   | 3   |     |
| 1991    | Lola T91/50 | Cosworth    | A    | Vincenzo Sospiri      | Ret | DNQ | 15  | 4   | Ret | 2   | 16  | 10  | Ret | 13  |     |
| Fuente: |             |             |      |                       |     |     |     |     |     |     |     |     |     |     |     |